# Plumont
Plumont ist eine französische Gemeinde im Département Jura in der Region Bourgogne-Franche-Comté. Sie gehört zum Arrondissement Dole und zum Kanton Mont-sous-Vaudrey. 

## Geographie
Die Gemeinde Plumont liegt etwa 20 Kilometer östlich von Dole am Nordrand des Forêt de Chaux. Durch die Gemeinde fließt die Doulonne, ein Nebenfluss des Doubs. Im Norden reicht das Gemeindegebiet bis auf wenige hundert Meter an den Doubs heran. Die angrenzenden Gemeinden sind Rans im Norden, Fraisans im Osten, Chissey-sur-Loue im Süden, Chatelay im Südwesten (Berührungspunkt) sowie Étrepigney im Westen.

## Bevölkerungsentwicklung
| Jahr                       | 1962 | 1968 | 1975 | 1982 | 1990 | 1999 | 2006 | 2017 |
| Einwohner                  | 80   | 75   | 65   | 103  | 128  | 90   | 92   | 103  |
| Quellen: Cassini und INSEE |      |      |      |      |      |      |      |      |

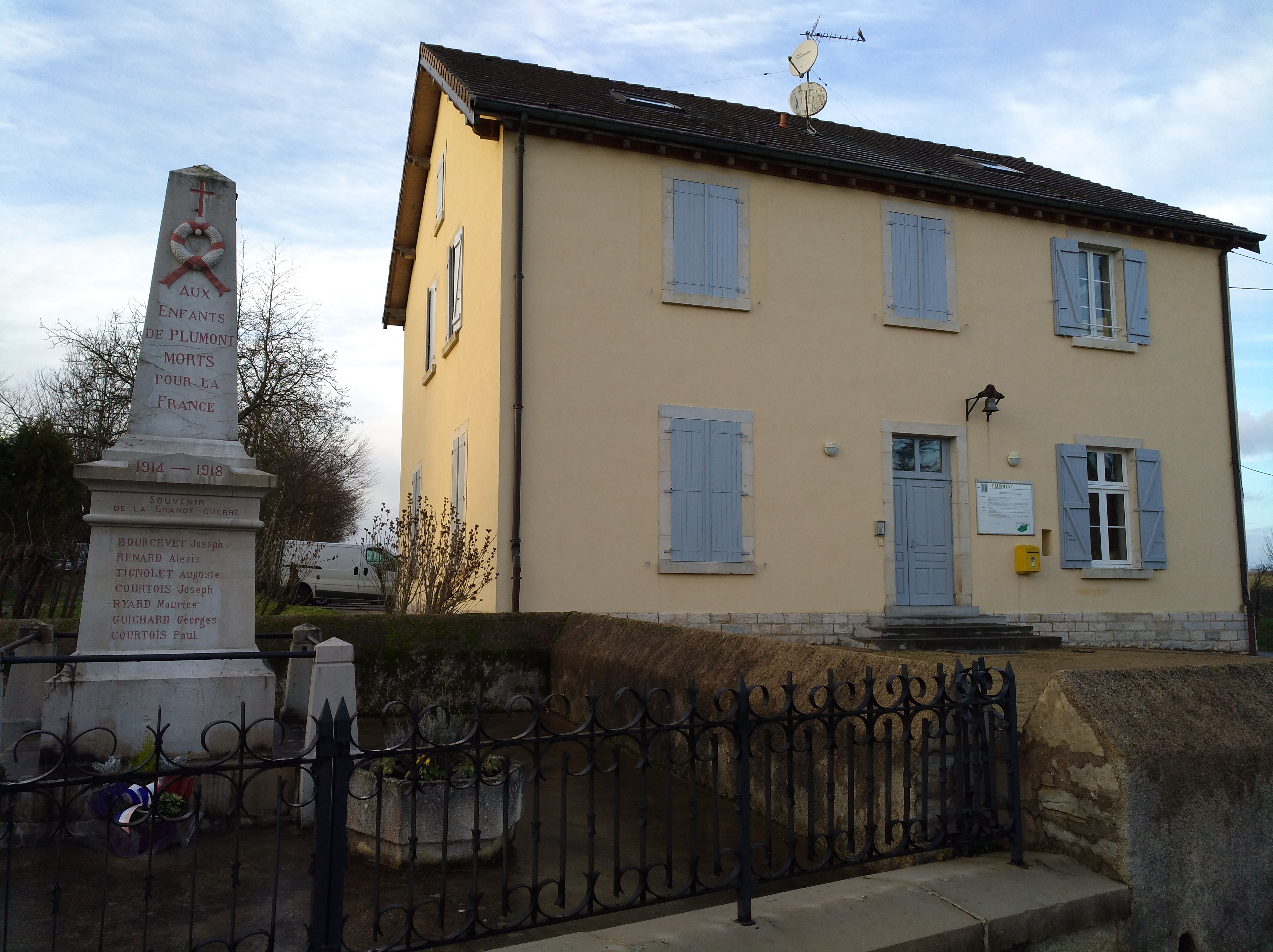
Mairie und Gefallenendenkmal in Plumont
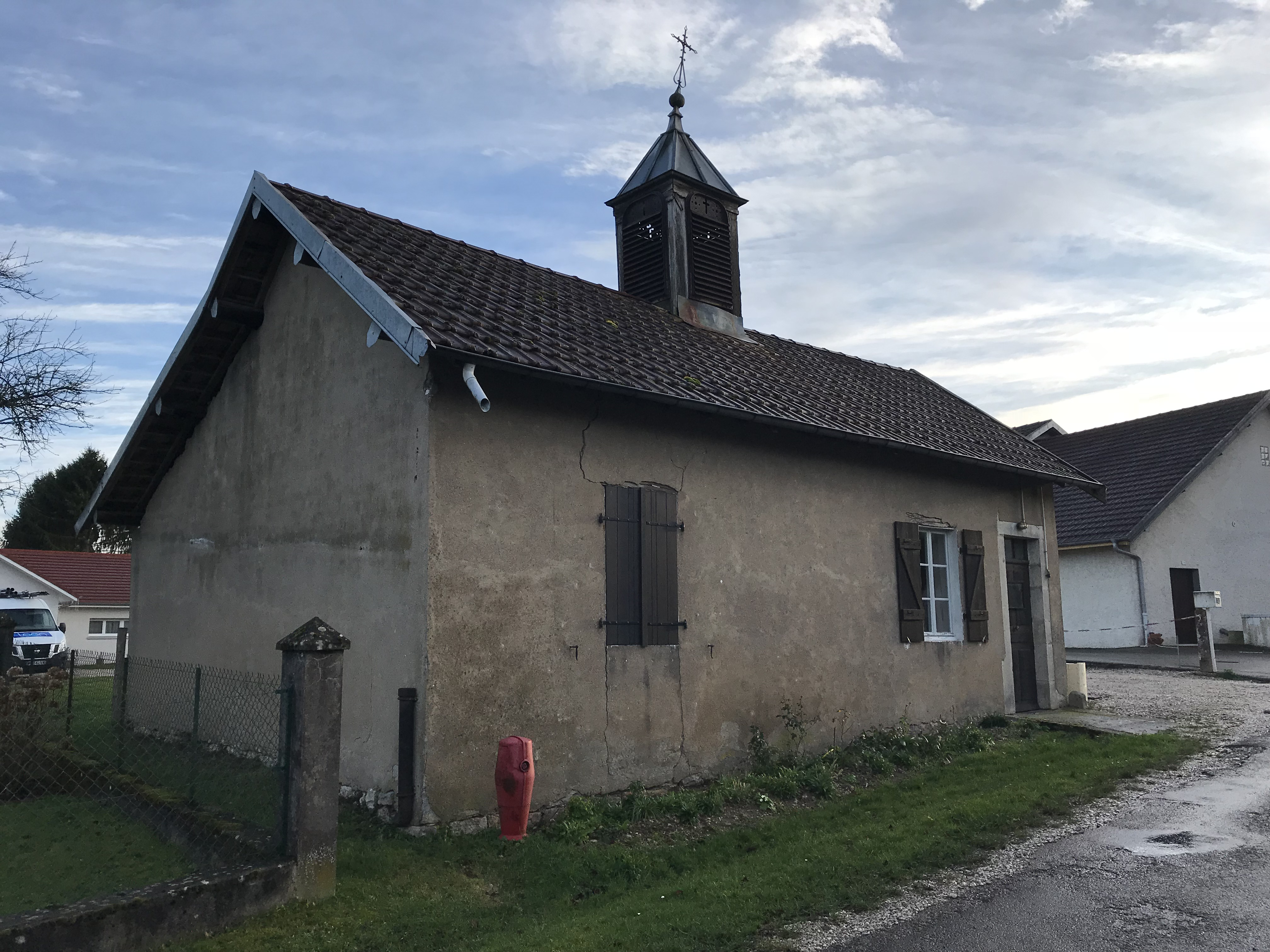
Kapelle Saint-Étienne